# العلاقات الجزائرية الإيرانية
العلاقات الجزائرية الإيرانية هي العلاقات الثنائية التي تجمع بين الجزائر وإيران.

## مقارنة بين البلدين
هذه مقارنة عامة ومرجعية للدولتين:
| وجه المقارنة                                              | الجزائر                      | إيران                    |
| --------------------------------------------------------- | ---------------------------- | ------------------------ |
| المساحة (كم2)                                             | 2.38 مليون                   | 1.65 مليون               |
| عدد السكان (نسمة)                                         | 38.81 مليون                  | 79.97 مليون              |
| الكثافة السكانية (ن./كم²)                                 | 16.31                        | 48.47                    |
| العاصمة                                                   | الجزائر                      | طهران                    |
| اللغة الرسمية                                             | اللغة العربية، لغات أمازيغية | لغة فارسية               |
| العملة                                                    | دينار جزائري                 | ريال إيراني              |
| الناتج المحلي الإجمالي (بليون دولار)                      | 170.37 مليار                 | 439.51 مليار             |
| الناتج المحلي الإجمالي (تعادل القوة الشرائية) بليون دولار | 582.63 مليار                 | 1.36 تريليون             |
| الناتج المحلي الإجمالي الاسمي للفرد دولار أمريكي          | 4.21 ألف                     |                          |
| الناتج المحلي الإجمالي للفرد دولار أمريكي                 | 14.19 ألف                    |                          |
| مؤشر التنمية البشرية                                      | 0.745                        | 0.766                    |
| رمز المكالمات الدولي                                      | +213                         | +98                      |
| رمز الإنترنت                                              | .dz                          | .ir،                     |
| المنطقة الزمنية                                           | ت ع م+01:00                  | ت ع م+03:30، توقيت إيران |

## منظمات دولية مشتركة
يشترك البلدان في عضوية مجموعة من المنظمات الدولية، منها:
| علم المنظمة | اسم المنظمة                        | تاريخ انضمام الجزائر | تاريخ انضمام إيران |
| ----------- | ---------------------------------- | -------------------- | ------------------ |
|             | مؤسسة التنمية الدولية              | 26 سبتمبر 1963       | 10 أكتوبر 1960     |
|             | يونسكو                             | 15 أكتوبر 1962       | 6 سبتمبر 1948      |
|             | وكالة ضمان الاستثمار متعدد الأطراف | 4 يونيو 1996         | 15 ديسمبر 2003     |
|             | الأمم المتحدة                      | 8 أكتوبر 1962        | 24 أكتوبر 1945     |
|             | الفريق المعني برصد الأرض           | 2005                 | ?                  |
|             | الاتحاد البريدي العالمي            | ?                    | ?                  |
|             | البنك الدولي للإنشاء والتعمير      | 26 سبتمبر 1963       | 29 ديسمبر 1945     |
|             | المنظمة الهيدروغرافية الدولية      | ?                    | ?                  |
|             | منظمة التعاون الإسلامي             | ?                    | ?                  |
|             | منظمة حظر الأسلحة الكيميائية       | ?                    | ?                  |
|             | مؤسسة التمويل الدولية              | 23 سبتمبر 1990       | 28 ديسمبر 1956     |
|             | منظمة الشرطة الجنائية الدولية      | ?                    | ?                  |

## أعلام
هذه قائمة لبعض الشخصيات التي تربطها علاقات بالبلدين:
- رستميون

## وصلات خارجية
- موقع وزارة الخارجية الجزائرية
- موقع وزارة الخارجية الإيرانية